# Blountsville (Alabama)
Blountsville is een plaats (town) in de Amerikaanse staat Alabama, en valt bestuurlijk gezien onder Blount County.

## Demografie
Bij de volkstelling in 2000 werd het aantal inwoners vastgesteld op 1768.
In 2006 is het aantal inwoners door het United States Census Bureau geschat op 1944, een stijging van 176 (10,0%).

## Geografie
Volgens het United States Census Bureau beslaat de plaats een oppervlakte van
14,2 km², waarvan 14,0 km² land en 0,2 km² water. Blountsville ligt op ongeveer 186 m boven zeeniveau.

## Plaatsen in de nabije omgeving
De onderstaande figuur toont de plaatsen in een straal van 16 km rond Blountsville.